# Orapin Chaiyakan
Orapin Chaiyakan (tiếng Thái: อรพินท์ ไชยกาล; 1904 – 1996) là chính khách và giáo viên người Thái Lan. Bà là người phụ nữ đầu tiên được bầu giữ chức vụ trong Quốc hội Thái Lan. Cụ thể, bà được bầu chọn là thành viên Hạ viện Thái Lan vào ngày 5 tháng 6 năm 1949. Quốc hội đã bầu bà lên làm dân biểu tỉnh Ubon Ratchathani. Bà từng là thành viên Đảng Dân chủ. Ngoài ra, bà còn là hiệu trưởng của Trường Narinukun từ năm 1924 đến năm 1940.